# Helina spinicostata
Helina spinicostata este o specie de muște din genul Helina, familia Muscidae, descrisă de Adrian C. Pont în anul 1980.
Este endemică în Kenya. Conform Catalogue of Life specia Helina spinicostata nu are subspecii cunoscute.